# Rejon pryazowski
Rejon pryazowski – jednostka administracyjna wchodząca w skład obwodu zaporoskiego Ukrainy.
Rejon utworzony w 1935 roku, ma powierzchnię 1947 km² i liczy około 31 tysięcy mieszkańców. Siedzibą władz rejonu jest Priazowske.
Na terenie rejonu znajdują się 2 osiedlowe rady i 23 silskie rady, obejmujące w sumie 49 wsi i 1 osadę.